# 大肚渓南信号場

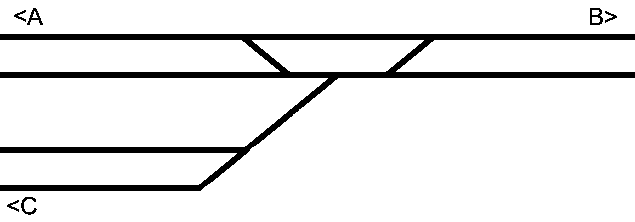
大肚渓南信号場軌道配置図，A方向台中線成功方面，B方向縦貫線彰化方面，C方向海岸線追分方面

大肚渓南信号場（だいとけいなんしんごうじょう）は、台湾彰化県彰化市にある台湾鉄路管理局縦貫線の信号場である。

## 信号場構造
鉄道自動制御装置が4組の分岐器を制御している。海岸線と台中線が合流して縦貫線に繋がる区間である。複線の台中線から同じく複線の海岸線が分岐する構造となっている。

## 利用状況
- 無人信号場であり、彰化駅に本信号場の制御板が設けられているが、台北にある列車集中制御装置（CTC）により自動制御が行われているため、彰化駅での信号取扱はない。
- 列車交換のみ行われ、駅員はいない。交換、待避および工事以外で列車が停車することはない。
- 彰化駅との間を3線にする計画がある。

## 信号場周辺
- 国聖国小
- 台1線支線（台1丙線）

## 歴史
- 元々は廃止された大肚渓北信号場が両線の分岐点であったが、1980年代末期に3代目の大肚渓橋が完成して[1]大肚渓北信号場が廃止されて以後、本信号場が分岐点となった。

## 隣の駅
台湾鉄路管理局
台中線（山線） 
成功駅 - 大肚渓北信号場 - 大肚渓南信号場 - 彰化駅
海岸線（海線） 
追分駅 - 大肚渓北信号場 - 大肚渓南信号場 - 彰化駅